# Виноделие в Молдове

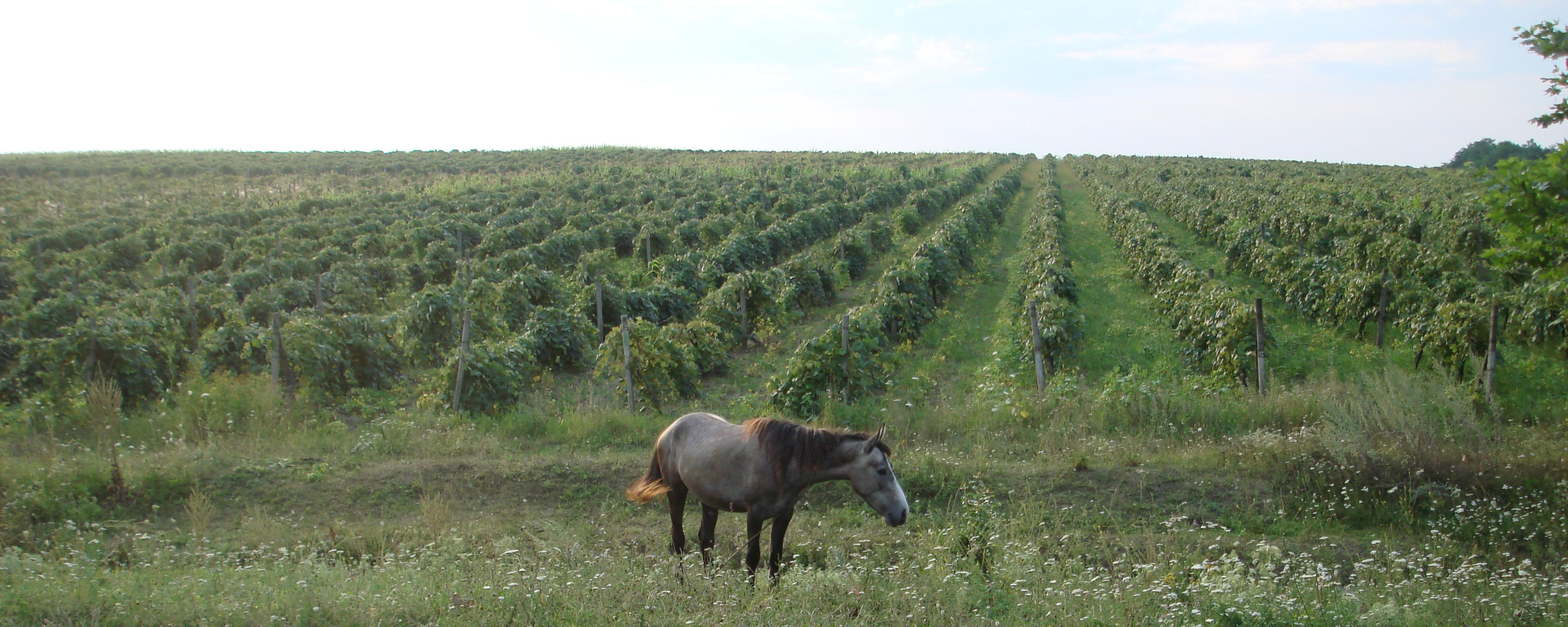
Большинство виноградников Молдавии расположены на южных склонах

Винная индустрия Молдавии хорошо развита. Площадь, занятая виноградниками составляет около 147 000 гектаров, из которых 102 500 га используются в коммерческих целях. Большая часть вин производится на экспорт. Много семей имеют свои собственные рецепты и сорта винограда, которые передаются из поколения в поколение.

## История
Отпечатки листьев рода «Vitis teutonica», обнаруженные недалеко от деревни Наславча в северной части Молдавии, подтверждают, что виноград появился здесь приблизительно от 6 до 25 миллионов лет назад. Размер виноградного семени, обнаруженного вблизи селения Варваровка и датированного 2800 г. до н. э., подтверждает, что уже в это время здесь культивировался виноград. Виноградарство и виноделие на территории между реками Днестр и Прут возникли 4000—5000 лет назад, пережили периоды расцвета и упадка, однако сохранились при всех сменах общественных и экономических формаций. В конце III в. до н. э. связи между местным населением и греками упрочились, а, начиная с 107 года, установились с римлянами. Эти факты оказали значительное влияние на интенсивное развитие виноградарства и виноделия в регионе.
Виноградарство начало развиваться после формирования молдавского феодального государства в XIV веке и достигло своего расцвета в XV веке. При правлении господаря Штефана III Великого, который организовал ввоз растений высококачественных сортов из разных стран и совершенствование качества вина. Вино было ведущей статьёй экспорта из Молдавского княжества в эпоху Средневековья, особенно в Польшу, на Украину и в Россию. На протяжении 300-летнего ига Османской империи молдавское виноградарство находилось в глубоком упадке, поскольку виноделие было запрещено законом.
После Бухарестского мирного договора 1812 года винная индустрия начала снова развиваться. Важнейшими сортами вин были такие ставшие традиционными, как: Рара Нягрэ (Rara Neagra), Плавай (Plavai), Галбена (Galbena), Згихарда (Zghiharda), Бэтута Нягрэ (Batuta Neagra), Фетяска Алба (Fetească Alba), Фетяска Неагра (Fetească Neagră), Кабася (Cabasia) много других местных, кроме того венгерские, болгарские, греческие и турецкие сорта. В этот период виноградарям оказывалась государственная поддержка, в результате в 1837 году площадь виноградников в Бессарабии (территория современной Молдавии и части черноморского побережья) превысила 14 000 гектаров, а производство вина — 12 миллионов литров. Во второй половине XIX века начали интенсивно культивироваться сорта винограда из Франции. Пино-блан (Pinot Blanc), Пино-нуар (Pinot Noir), Пино-гри (Pinot Gris), Алиготе (Aligote), Каберне-Совиньон (Cabernet Sauvignon), Совиньон-блан (Sauvignon Blanc), Гамэ (Gamay), Мускат белый (Muscat Blanc) и другие. В этот период начали производиться такие вина, как Негру де Пуркарь и Романешты, которые сделали Бессарабию известным производителем вин.
После гибели виноградников от филлоксеры (phylloxera) в конце XIX века из восстановление началось только в 1906 году с использованием прививного растительного материала. К 1914 году Бессарабия стала крупнейшей зоной виноградарства в России.
Обе мировых войны нанесли значительный урон молдавским виноградникам и индустрии виноделия. Восстановление виноделия Молдавии началось в советский период, в 1950-е годы. За 10 лет виноградной лозой была засажена площадь более чем 150 000 га и к 1960 году общая площадь виноградников достигла 220 000 га.
Серьёзный урон виноградарству нанесла так называемая антиалкогольная кампания в период перестройки. В результате под лозунгами борьбы с пьянством были не только сокращены производство винограда и вин, но и значительно разрушена инфраструктура виноградарства и виноделия.
К 2005 году виноградники Молдавии занимают около 147 тысяч гектаров земли или 7,4 % от всех сельхозугодий Молдавии, составляя 2,3 % от всех площадей в мире, отведённых под данную культуру. Республика занимала седьмое место в мире среди стран производителей вина по объёму экспорта винодельческой продукции (4 % от мирового объема), опережая Германию, Аргентину и Португалию и 12-е место, в денежном эквиваленте (1,4 % от мирового объёма экспорта).
В 2006 году политический конфликт с Россией привёл ко временному запрету на ввоз молдавских вин в эту страну, являющуюся одним из крупнейших импортёров молдавской продукции. Запрет был отменён через три года.

## Районы виноградарства в Молдавии

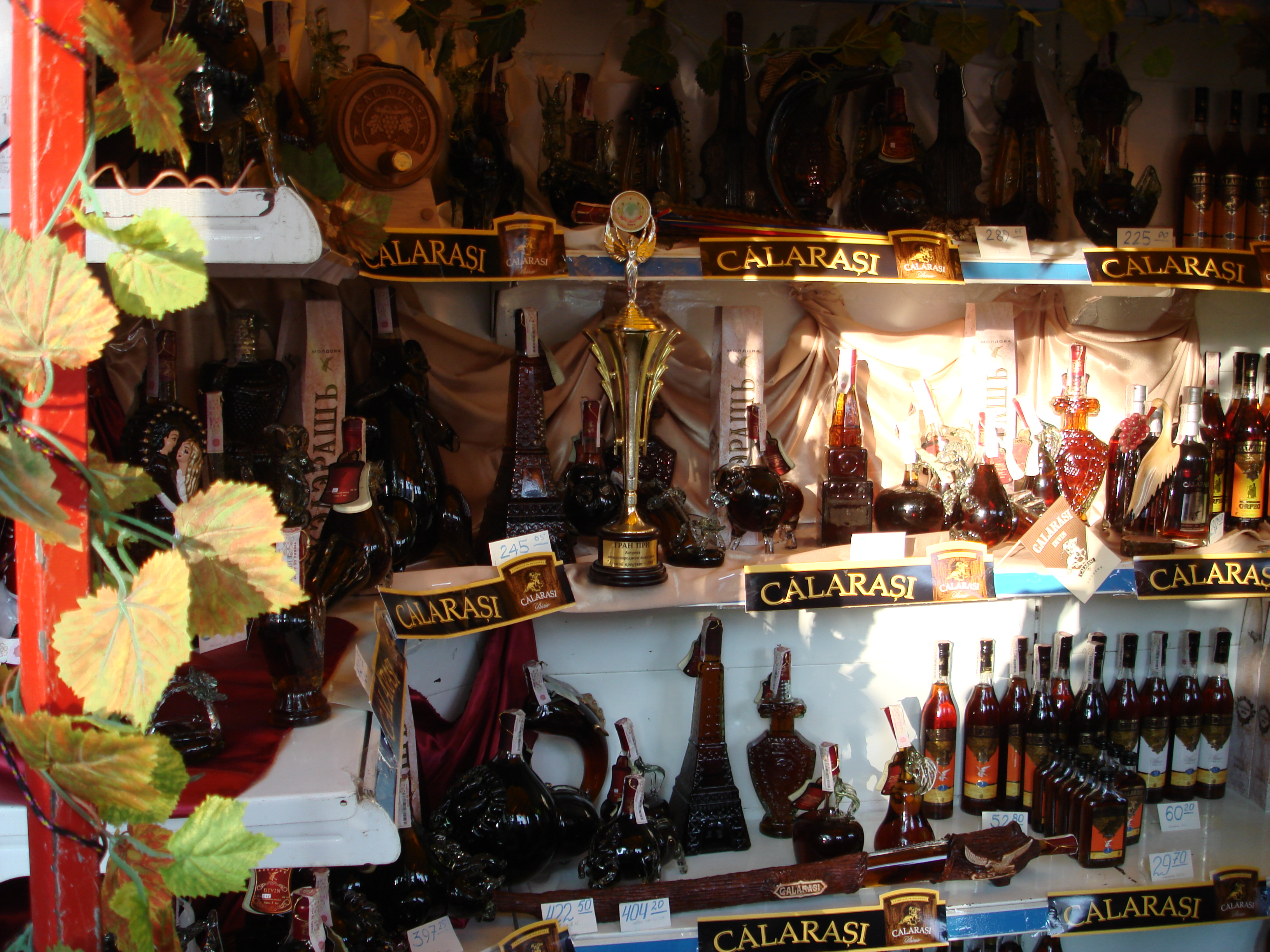
Один из стендов во время Национального дня вина в Кишинёве

В Молдавии можно выделить четыре основных региона виноградарства:
- Северный
- Кодры (Центральный)
- Южный
- Юго-восточный регион, который включает знаменитую микрозону Пуркарь (Purcari).

## Культивируемые сорта винограда
Белые сорта:
- Фетяска Албэ (Fetească Albă). Придаёт вину выраженный натуральный цветочный аромат.
- Фетяска регала (Fetească Regală). Результат естественного скрещивания сортов Фетяска Албэ и Франкуша.

Красные сорта:
- Рара Нягрэ (Rara Neagră). В Румынии он называется Бэбяска Нягрэ (Băbească Neagră). Даёт темноокрашенное красное вино с полным вкусом с прекрасным фруктовым ароматом.

## Завезённые сорта
- Белые: Шардоне (Chardonnay), Совиньон-блан (Sauvignon Blanc), Алиготе (Aligoté), Пино-гри (Pinot Gris), Пино-блан (Pinot Blanc), Рислинг (Riesling), Траминер (Traminer), Мускат (Muscat), Сильванер (Silvaner), Мюллер-Тургау (Müller-Thurgau), Ркацители (Rkatsiteli).
- Красные: Каберне Совиньон (Cabernet Sauvignon), Мерло (Merlot), Пино-нуар (Pinot Noir), Мальбек (Malbec), Саперави (Saperavi), Гаме (Gamay).

В 2006 году Сира (Syrah), Каберне Фран (Cabernet Franc) и Пти вердо (Petit Verdot) были условно зарегистрированы для испытания в условиях производства.

## Винные погреба
Коллекция молдавских вин «Малые Милешты» («Mileştii Mici»), включающая 1,5 миллиона бутылок, является крупнейшей в Европе по данным Книги рекордов Гиннесса. Её погреба протянулись на 200 км, из которых только 50 км используются в настоящее время.

## Российские санкции
После 2000 г. Россия неоднократно вводила запреты на импорт молдавского вина и коньяка. Запреты действовали в 2006—2007 и затем были вновь введены в сентябре 2013 г. Формальной причиной запрета были санитарные соображения (наличие в продукции пестицидов). Существует мнение, что истинной причиной санкций было желание российских правящих кругов оказать давление на правительство Молдавии для принятия нужных Москве политических решений.